# Cobourg
Cobourg (população de 18.210 habitantes em 2006) é uma cidade cerca de 110 km a leste de Toronto na província canadense  de Ontário. É uma grande cidade e a sede do Condado de Northumberland; a cidade mais próximas é Port Hope, 7 km a oeste. A Highway 401 (saída 472 e 474) e a ex-Highway 2 (atual Northumberland County Road 2) passam pela cidade.  Para o sul Cobourg faz divisa com o Lago Ontário, enquanto que a norte, leste, e oeste, é cercada por Hamilton Township.